# Два разказа по Елин Пелин
„Два разказа по Елин Пелин“ е български телевизионен игрален филм (комедия, късометражен, новела) от 1976 година по сценарий и режисура на Петър Василев-Милевин. Оператор е Васил Младенов. Музикално оформление Яна Пипкова. 

## Актьорски състав
„Хитрец“
| Роля                   | Изпълнител     |
| ---------------------- | -------------- |
| стражарят Иван Кьосето | Живко Гарванов |
| крадецът Лисичката     | Асен Кисимов   |

„Две мнения по въпроса“
| Роля                | Изпълнител     |
| ------------------- | -------------- |
| рибарят Трендафилчо | Светослав Пеев |
| рибарят, бай Ради   | Живко Гарванов |